# Kamel Bouacida
Kamel Bouacida (en arabe : كمال بوعصيدة), est un footballeur international algérien né le 6 août 1976 à Annaba.
Il compte 11 sélections en équipe nationale entre 2000 et 2006.

## Biographie
Il évoluait au poste d'arrière central . Il fut transféré au MC Alger en 2001 en provenance de l'USM Annaba où il se distingue considérablement.
Le 14 avril 2007, Kamel  écope de 12 mois et une amende de 15 000 dollars US par la CAF, pour une agression contre un arbitre lors de la rencontre qui avait opposé son club à Kwara United Football Club le 4 mars 2007 pour le compte du match aller de la coupe de la CAF.

## Carrière
- 1994-1997 : IRB Sidi Aïssa
- 1997-2000 : USM Annaba
- 2000-2007 : MC Alger
- 2007-2009 : USM Annaba

## Palmarès

### En Club
MC Alger
- Coupe d'Algérie de football (2) :
  - Vainqueur : 2006, 2007
- Supercoupe d'Algérie de football (2) :
  - Vainqueur : 2006, 2007